# Moehringia papulosa
Moehringia papulosa är en nejlikväxtart som beskrevs av Antonio Bertoloni. Moehringia papulosa ingår i släktet skogsnarvar, och familjen nejlikväxter. Inga underarter finns listade i Catalogue of Life.